# Gary Trent
Gary Dajaun Trent Jr (ur. 18 stycznia 1999 w Columbus) – amerykański koszykarz, występujący na pozycji rzucającego obrońcy, obecnie zawodnik Toronto Raptors.
W 2015 zdobył brązowy medal podczas turnieju Nike Global Challenge, a rok później złoty podczas Adidas Nations. W 2016 został wybrany najlepszym zawodnikiem szkół średnich stanu Minnesota (Minnesota Gatorade Player of the Year, USA Today Minnesota Player of the Year). W 2017 został laureatem pierwszej nagrody – Allen Iverson National Player of the Year.
W 2017 wystąpił w trzech meczach wschodzących gwiazd Nike Hoop Summit, Jordan Classic, McDonald’s All-American. W 2015 wziął natomiast udział w spotkaniu Nike The Trip.
25 marca 2021 został wytransferowany do Toronto Raptors.
Jego ojcem jest były zawodnik NBA – Gary senior.

## Osiągnięcia
Stan na 28 marca 2021, na podstawie, o ile nie zaznaczono inaczej
NCAA
- Uczestnik rozgrywek Sweet 16 turnieju NCAA (2018)
- Lider konferencji Atlantic Coast (ACC) w skuteczności rzutów za 3 punkty (2018)[5]
- Zawodnik tygodnia ACC (22.01.2018)
- Najlepszy pierwszoroczny zawodnik ACC (5.02.2018, 22.01.2018)

Indywidualne
- Lider G-League w skuteczności rzutów za 3 punkty (2019)

Reprezentacja
- Mistrz:
  - świata U–17 (2016)
  - Ameryki U–16 (2015)
- MVP mistrzostw Ameryki U–16 (2015)
- Zaliczony do I składu mistrzostw Ameryki U–16 (2015)